# 最高工資
最高工资又稱工资上限，是指个人收入的最大量受到法律限制。最高工资并非一國政府直接重新分配财富的手段，但它确实限制了社会中特定職業人士（例如球星）的名义收入。